# ベニンシティ
ベニンシティ (Benin City) はナイジェリア南部にあるエド州の州都である。ベニン川の河港である。 2006年の推計人口は 1,147,188 人。

## 歴史
ベニンは12世紀にベニン王国の首都イビヌ (Ibinu) として建設された。オバ・エウアレの元でエドと改名され、皇帝（オバ）達の元で14世紀から17世紀に最盛期を迎え、「大ベニン」と呼ばれたが、その面影は現在に残されていない。1485年にポルトガルが来航し、以降ヨーロッパ勢力との奴隷貿易と象牙、胡椒や布などの熱帯産品の輸出で栄えた。
ベニン湾岸は「奴隷海岸」の一部であり、取引相手となったのは現地の首長等であった。16世紀初頭にオバ・エシギエはリスボンに宣教師を送るようにと大使を派遣している。19世紀まで住民の中にはピジンポルトガル語を話す者もいた。
奴隷貿易の衰退に伴いベニンも賑わいを失ったが、パーム油の輸出で盛り返した。1852年2月1日ベニン湾一帯がイギリスの保護領に組み込まれ、1861年8月6日にはビアフラ湾一帯もイギリスの保護領とされた。
1897年2月17日ベニンでのイギリス人殺害に対する「討伐」 (Punitive Expedition) としてハリー・ローソン提督率いる1200人のイギリス海軍部隊が王国を征服しベニンを焼き払った。王国の財宝や文化財の殆どが破壊された。ベニン・ブロンズとして知られる、鉄や真鍮、象牙の彫刻等による人物や動物等の造形物はこの時に持去られ、現在世界の博物館に展示されるようになった。これによりベニン王国はイギリスのニジェール海岸保護領に組み込まれ、後に南部ナイジェリア保護領となるナイジェリア植民地に併合された。
1914年にベニン王室の再建が認められたが、実権は植民地政府が握ったままであった。
1967年9月ビアフラ戦争時にベニンもビアフラ共和国に占領され、一時ベニン共和国となった。

## 地理
ラゴスの東約320Kmにある。

## 経済
ベニンはナイジェリアのゴム産業の中心地であり、アブラヤシの加工も伝統的産業である。

## 気候
| ベニンシティの気候       | ベニンシティの気候 | ベニンシティの気候 | ベニンシティの気候 | ベニンシティの気候 | ベニンシティの気候 | ベニンシティの気候 | ベニンシティの気候 | ベニンシティの気候 | ベニンシティの気候 | ベニンシティの気候 | ベニンシティの気候 | ベニンシティの気候 | ベニンシティの気候 |
| 月                       | 1月                | 2月                | 3月                | 4月                | 5月                | 6月                | 7月                | 8月                | 9月                | 10月               | 11月               | 12月               | 年                 |
| ------------------------ | ------------------ | ------------------ | ------------------ | ------------------ | ------------------ | ------------------ | ------------------ | ------------------ | ------------------ | ------------------ | ------------------ | ------------------ | ------------------ |
| 最高気温記録 °C （°F）   | 34.4 (93.9)        | 36.1 (97)          | 36.1 (97)          | 35.6 (96.1)        | 35.0 (95)          | 33.3 (91.9)        | 31.7 (89.1)        | 31.1 (88)          | 32.8 (91)          | 32.8 (91)          | 34.4 (93.9)        | 34.4 (93.9)        | 36.1 (97)          |
| 平均最高気温 °C （°F）   | 31.9 (89.4)        | 33.3 (91.9)        | 33.0 (91.4)        | 32.4 (90.3)        | 31.6 (88.9)        | 29.9 (85.8)        | 27.9 (82.2)        | 27.9 (82.2)        | 28.8 (83.8)        | 30.3 (86.5)        | 31.8 (89.2)        | 32.0 (89.6)        | 30.9 (87.6)        |
| 日平均気温 °C （°F）     | 25.8 (78.4)        | 26.7 (80.1)        | 26.7 (80.1)        | 26.4 (79.5)        | 25.9 (78.6)        | 24.9 (76.8)        | 23.8 (74.8)        | 23.7 (74.7)        | 24.3 (75.7)        | 25.0 (77)          | 25.9 (78.6)        | 25.7 (78.3)        | 25.4 (77.7)        |
| 平均最低気温 °C （°F）   | 21.4 (70.5)        | 22.1 (71.8)        | 22.6 (72.7)        | 22.6 (72.7)        | 22.6 (72.7)        | 21.9 (71.4)        | 21.6 (70.9)        | 21.2 (70.2)        | 21.8 (71.2)        | 21.8 (71.2)        | 22.1 (71.8)        | 21.2 (70.2)        | 21.9 (71.4)        |
| 最低気温記録 °C （°F）   | 12.8 (55)          | 13.3 (55.9)        | 18.3 (64.9)        | 19.4 (66.9)        | 19.4 (66.9)        | 18.3 (64.9)        | 16.7 (62.1)        | 16.1 (61)          | 18.9 (66)          | 18.9 (66)          | 15.6 (60.1)        | 14.4 (57.9)        | 12.8 (55)          |
| 降水量 mm （inch）       | 18 (0.71)          | 33 (1.3)           | 97 (3.82)          | 168 (6.61)         | 213 (8.39)         | 302 (11.89)        | 320 (12.6)         | 211 (8.31)         | 318 (12.52)        | 241 (9.49)         | 76 (2.99)          | 15 (0.59)          | 2,012 (79.21)      |
| 平均降水日数 （≥0.3 mm） | 2                  | 4                  | 9                  | 12                 | 16                 | 20                 | 23                 | 19                 | 25                 | 21                 | 7                  | 2                  | 160                |
| % 湿度                   | 84                 | 81                 | 84                 | 85                 | 87                 | 90                 | 93                 | 92                 | 91                 | 89                 | 86                 | 84                 | 87                 |
| 平均月間日照時間         | 179.8              | 178.0              | 173.6              | 177.0              | 176.7              | 144.0              | 99.2               | 89.9               | 81.0               | 148.8              | 192.0              | 213.9              | 1,853.9            |
| 平均日照時間             | 5.8                | 6.3                | 5.6                | 5.9                | 5.7                | 4.8                | 3.2                | 2.9                | 2.7                | 4.8                | 6.4                | 6.9                | 5.1                |
| 出典：ドイツ気象局       |                    |                    |                    |                    |                    |                    |                    |                    |                    |                    |                    |                    |                    |

## 教育
ベニン大学とベンソン・イダホサ大学が市内にある。

## 交通

### 空港
- ベニン空港

## 文化
観光資源としてベニン市国立博物館、オバ宮殿や祭り等がある。

## 出身者
- アイザック・サクセス （プロサッカー選手）

## 脚註
1. 1 2  Benin, City, Nigeria, Archived 2007年4月25日, at the Wayback Machine., Columbia Encyclopedia, Sixth Edition. 2005 Columbia University Press.
2. ↑  
“Klimatafel von Benin City / Nigeria” (German). Baseline climate means (1961-1990) from stations all over the world.   Deutscher Wetterdienst. 2016年8月9日閲覧。